# Jan Lehmann (Politiker)

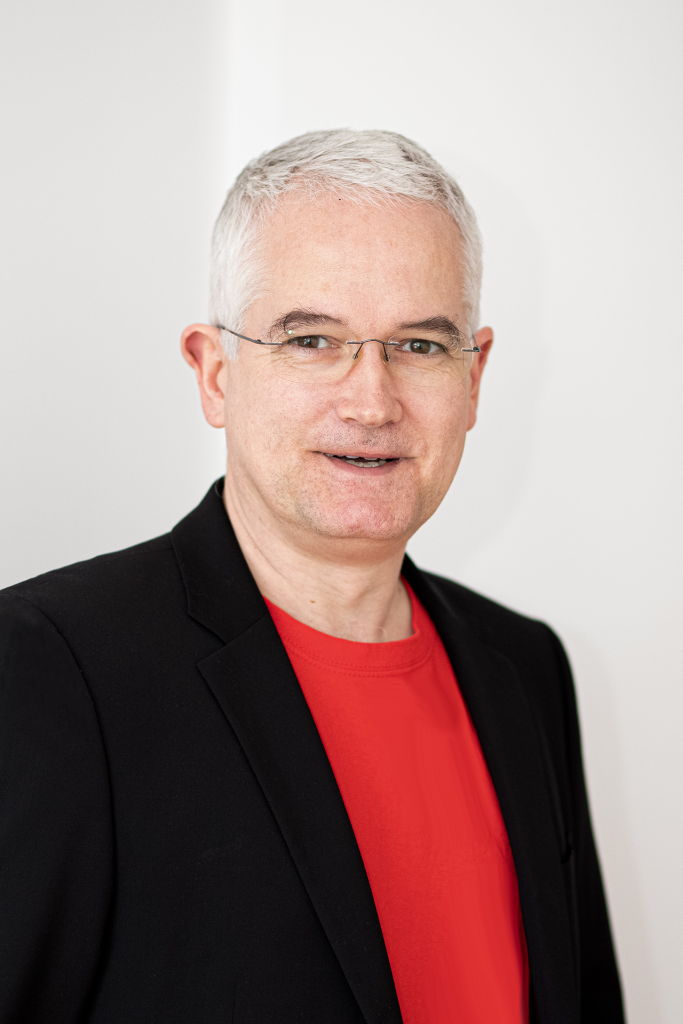
SPD-Politiker Jan Lehmann (2021)

Jan Lehmann (* 1971 in Oranienburg) ist ein deutscher Politiker (SPD) und seit 2021 Mitglied im Abgeordnetenhaus von Berlin.

## Leben und Beruf
Nach seiner Schulzeit in Berlin leistete Lehmann Zivildienst in einem Berliner Krankenhaus auf einer chirurgischen Station und beim Deutschen Roten Kreuz in Karlshorst. Im Anschluss studierte er Rechtswissenschaften an der Humboldt-Universität zu Berlin. Nach dem Ersten Staatsexamen erlangte den Titel Diplom-Jurist. Sein Referendariat absolvierte er am Berliner Kammergericht. Noch während des Referendariats studierte er an der Berliner (damals Fach-)Hochschule für Technik Medieninformatik und schloss als Bachelor of Science in Computer Science ab.
Neben dem Studium arbeitete er durchweg in Vollzeit, zunächst in einer Anwalts- und Notarkanzlei und nach dem Umzug der Bonner Regierung nach Berlin ab 1999 im Bundeskanzleramt und im Auswärtigen Amt.
Er ist verheiratet und hat zwei Kinder. Seine 1997 geborene Tochter Luise Lehmann ist Neurochirurgin und SPD-Kommunalpolitikerin in Marzahn-Hellersdorf.

## Politik und Mitgliedschaften
Lehmann ist Mitglied der SPD und stellvertretender Vorsitzender des SPD-Kreises Marzahn-Hellersdorf. Seit 2014 ist er Vorsitzender des SPD-Ortsvereins Kaulsdorf- und Mahlsdorf Nord.
Von 2011 bis 2021 war er Bürgerdeputierter im Ausschuss für Schule und Sport bzw. im Hauptausschuss der Bezirksverordnetenversammlung Marzahn-Hellersdorf.
Bei der Wahl zum Berliner Abgeordnetenhaus 2021 trat er für die SPD im Wahlkreis 6 (Kaulsdorf Nord und Hellersdorf Süd) an und zog über die Bezirksliste in das Abgeordnetenhaus ein. Bei der Wiederholungswahl 2023 konnte er seinen Sitz im Abgeordnetenhaus verteidigen.
Im Abgeordnetenhaus ist er Mitglied in den Ausschüssen für Digitalisierung und Datenschutz, Verfassungsschutz sowie für Verfassungs- und Rechtsangelegenheiten, Geschäftsordnung, Verbraucherschutz. Für die SPD-Fraktion ist er Sprecher für Digitalisierung und Datenschutz, Verfassungsschutz und Recht.
Seit 2017 ist er Vorsitzender des Bezirkssportbundes Marzahn-Hellersdorf. Außerdem ist er Mitglied im ADFC, der AWO Spree-Wuhle, des Deutschen Alpenvereins, SC Eintracht Berlin (Abteilung Sportkegeln), des Mahlsdorfer Bürger e.V., des VDGN und des VERN e.V.
Lehmann ist Mitglied der überparteilichen Europa-Union (EUB), die sich für ein föderales Europa und den europäischen Einigungsprozess einsetzt.